# ساوونیا دایزونتزو
ساوونیا دایزونتزو (به ایتالیایی: Savogna d'Isonzo) یک کومونه در ایتالیا است که در استان گوریتزیا واقع شده‌است. ساوونیا دایزونتزو ۱۶٫۴ کیلومتر مربع مساحت و ۱٬۷۴۴ نفر جمعیت دارد و ۲۳۵ متر بالاتر از سطح دریا واقع شده‌است.

## خواهرخوانده
شهر شکفیا لکا خواهرخواندهٔ ساوونیا دایزونتزو هست.